# Sydarabiska federationen
Sydarabiska federationen (arabiska: اتحاد الجنوب العربي Ittihad al-Janūb al-‘arabī) var en sammansättning av stater under brittiskt skydd i vad som skulle bli Sydjemen. Federationen bildades den 4 april 1962 från de 15 skyddade staterna i Federationen arabemiraten i syd. Den 18 januari 1963 slogs den samman med kronkolonin Aden. I juni 1964 lades Övre Aulaqisultanatet till. Ett team skickades till Brittiska imperiespelen 1966 i Kingston, Jamaica. Federationen avskaffades när man självständighetsförklarades tillsammans med Protektoratet Sydarabien som Folkrepubliken södra Jemen den 30 november 1967.

## Delstater i federationen
- Aden
- Alawi
- Aqrabi
- Audhali
- Beihan
- Dathina
- Dhala
- Fadhli
- Haushabi
- Lahej
- Nedre Aulaqi
- Nedre Yafa
- Maflahi
- Shaib
- Övre Aulaqischejkdömet
- Övre Aulaqisultanatet
- Wahidi (Wahidi Balhaf)